# JRA賞最優秀障害馬
JRA賞最優秀障害馬（ジェイアールエーしょう さいゆうしゅう しょうがいば）とは、JRA賞の競走馬部門のひとつである。該当年度中に障害競走で活躍した競走馬に対して記者投票を行いその合計票数が1位だった馬が選出される。賞名および表彰団体はJRA賞年度代表馬と同様に啓衆社賞、優駿賞、JRA賞に引き継がれている。

## 歴代受賞馬
2000年以前の馬齢は旧表記を用いる。

### 啓衆社賞時代
| 年     | 受賞馬           | 性齢 | 年度障害成績 （主な勝ち鞍）                        | 生産者         | 調教師     | 馬主                 | 騎手              |
| ------ | ---------------- | ---- | -------------------------------------------------- | -------------- | ---------- | -------------------- | ----------------- |
| 1954年 | ヨシミノリ       | 牡5  | 15戦10勝 京都大障害（秋）                          | ヤシマ牧場     | 武平三     | 花新発収             | 坪重兵衛          |
| 1955年 | ダイニカツフジ   | 牡6  | 22戦13勝 京都大障害（秋）                          | 三好牧場       | 伊藤勝吉   | 伊藤由五郎           | 近藤武夫          |
| 1956年 | トヨシロ         | 牡5  | 21戦11勝 東京障害特別（秋）                        | 扶桑牧場       | 鈴木信太郎 | 井上清一             | 相川勝敏          |
| 1957年 | ヤマカブト       | 牝6  | 15戦9勝 中山大障害（秋）、東京障害特別（秋）       | 三好牧場       | 小西喜蔵   | 山之内喜代子         | 坂本栄三郎        |
| 1958年 | ケニイモア       | 牝6  | 11戦3勝 中山大障害（春・秋）                       | 三好俊五郎     | 武輔彦     | 仙石襄               | 玉田一彦 目時重男 |
| 1959年 | オータジマ       | 牡5  | 9戦6勝 中山大障害（春）                            | 前川敏秋       | 古賀嘉蔵   | 田島将光             | 高屋次郎          |
| 1960年 | ロールメリー     | 牝6  | 14戦5勝 中山大障害（春・秋）                       | 増本孝一       | 古賀嘉蔵   | 豊島美王麿           | 古賀一隆          |
| 1961年 | トサキング       | 牡5  | 11戦9勝 京都大障害（春）、中山大障害（秋）         | 藤沢末雄       | 上田武司   | 上田清次郎           | 瀬戸口勉          |
| 1962年 | ライトリア       | 牡7  | 11戦6勝 中山大障害（秋）                           | 菊地善五郎     | 藤本冨良   | 伊藤久雄             | 坂内光雄          |
| 1963年 | タカライジン     | 牡5  | 12戦11勝 京都大障害（秋）                          | 徳永忠男       | 上村大治郎 | 高須銀次郎           | 長池辰三          |
| 1964年 | フジノオー       | 牡6  | 15戦11勝 中山大障害（春・秋）                      | 不二牧場       | 橋本輝雄   | 藤井一雄             | 横山富雄          |
| 1965年 | フジノオー       | 牡7  | 9戦3勝 中山大障害（春）                            | 不二牧場       | 橋本輝雄   | 藤井一雄             | 横山富雄          |
| 1966年 | ホウラン         | 牝5  | 4戦3勝 中山大障害（秋）                            | 八田実         | 稲葉秀男   | 河野通               | 金井国男          |
| 1967年 | ヤマニンダイヤ   | 牡6  | 9戦4勝 中山大障害（秋）                            | 中倉鹿三       | 諏訪佐市   | 土井宏二             | 鶴留明雄          |
| 1968年 | フジノホマレ     | 牡9  | 7戦5勝 中山大障害（春）                            | 不二牧場       | 橋本輝雄   | 藤井一雄             | 横山富雄          |
| 1969年 | ハードオンワード | 牡5  | 10戦5勝 阪神障害ステークス（秋）、京都大障害（秋） | オンワード牧場 | 武田文吾   | （株）オンワード牧場 | 武田博            |
| 1970年 | キングスピード   | 牡5  | 10戦10勝                                           | 牧園牧場       | 夏村辰男   | 坂田綾子             | 川越胖            |
| 1971年 | インターヒカリ   | 牡6  | 9戦8勝 阪神障害ステークス（秋）、京都大障害（秋）  | 社台ファーム   | 工藤嘉見   | 松岡正雄             | 須貝四郎          |

### 優駿賞時代
| 年     | 受賞馬           | 性齢       | 年度障害成績 （主な勝ち鞍）                            | 生産者       | 調教師     | 馬主                   | 騎手              |
| ------ | ---------------- | ---------- | ------------------------------------------------------ | ------------ | ---------- | ---------------------- | ----------------- |
| 1972年 | ムーテイイチ     | 牝5        | 13戦6勝 阪神障害ステークス（秋）、 京都大障害（秋）    | 谷口周一     | 上田武司   | 上田清次郎             | 松田博資          |
| 1973年 | 該当馬なし       | 該当馬なし | 該当馬なし                                             | 該当馬なし   | 該当馬なし | 該当馬なし             | 該当馬なし        |
| 1974年 | グランドマーチス | 牡6        | 14戦9勝 中山大障害（春・秋）、 京都大障害（秋）        | 中央牧場     | 伊藤修司   | 大久保興産（株）       | 寺井千万基        |
| 1975年 | グランドマーチス | 牡7        | 8戦7勝 中山大障害（春・秋）、 京都大障害（春・秋）     | 中央牧場     | 伊藤修司   | 大久保興産（株）       | 寺井千万基 法理弘 |
| 1976年 | サクラオンリー   | 牡9        | 4戦2勝 中山大障害（秋）                                | シンボリ牧場 | 久保田彦之 | （株）さくらコマース   | 平井雄二          |
| 1977年 | バローネターフ   | 牡6        | 7戦5勝 中山大障害（春・秋）、 東京障害特別（春・秋）   | 社台ファーム | 矢野進     | （有）ターフ・スポート | 三浦春美          |
| 1978年 | バローネターフ   | 牡7        | 4戦3勝 中山大障害（秋）                                | 社台ファーム | 矢野進     | （有）ターフ・スポート | 小柳由春          |
| 1979年 | バローネターフ   | 牡8        | 2戦2勝 中山大障害（春・秋）                            | 社台ファーム | 矢野進     | （有）ターフ・スポート | 根本康広          |
| 1980年 | オキノサコン     | 牡7        | 10戦4勝 中山大障害（春）                               | なべかけ牧場 | 八木沢勝美 | 沖崎エイ、沖崎藤吉郎   | 星野忍 栗原洋一   |
| 1981年 | テキサスワイポン | 牡8        | 9戦3勝 京都大障害（春）、 中山大障害（秋）             | 富田牧場     | 二分久男   | 渡辺孝男               | 東田幸男 今岡正   |
| 1982年 | キングスポイント | 牡6        | 6戦6勝 阪神障害ステークス（春）、 中山大障害（春・秋） | 吉田牧場     | 小川佐助   | 高田久成               | 小島貞博          |
| 1983年 | オキノサキガケ   | 牡6        | 9戦4勝 東京障害特別（春）、 中山大障害（春・秋）       | なべかけ牧場 | 佐藤林次郎 | 沖崎エイ、沖崎藤吉郎   | 星野忍            |
| 1984年 | メジロアンタレス | 牡6        | 12戦3勝 中山大障害（秋）                               | メジロ牧場   | 大久保洋吉 | メジロ商事（株）       | 牧之瀬幸夫        |
| 1985年 | オンワードボルガ | 牡5        | 12戦7勝 東京障害特別（秋）、 中山大障害（秋）          | 小池熊太郎   | 二本柳俊夫 | 樫山ハル               | 田中剛            |
| 1986年 | ハッピールイス   | 牡5        | 10戦3勝 京都大障害（春）、 中山大障害（秋）            | 松本和夫     | 吉田三郎   | マエコウファーム（株） | 中竹和也          |

### JRA賞時代
| 年     | 受賞馬             | 性齢       | 年度障害成績 （主な勝ち鞍）                                                | 生産者               | 調教師     | 馬主                                 | 騎手                | 得票数     |
| ------ | ------------------ | ---------- | -------------------------------------------------------------------------- | -------------------- | ---------- | ------------------------------------ | ------------------- | ---------- |
| 1987年 | 該当馬なし         | 該当馬なし | 該当馬なし                                                                 | 該当馬なし           | 該当馬なし | 該当馬なし                           | 該当馬なし          | 該当馬なし |
| 1988年 | ヤマニンアピール   | 騸6        | 8戦7勝 阪神障害ステークス（春）、 京都大障害（春・秋）、中山大障害（秋）   | 廣田伉助             | 中村均     | 土井宏二                             | 岡冨俊一            |            |
| 1989年 | メジロマスキット   | 牝5        | 8戦3勝 東京障害特別（秋）、中山大障害（秋）                                | メジロ牧場           | 尾形充弘   | （有）メジロ牧場                     | 臼井武              |            |
| 1990年 | ワカタイショウ     | 牡6        | 10戦4勝 中山大障害（秋）                                                   | 諏訪牧場             | 嶋田功     | 渡辺喜八郎                           | 星野忍              |            |
| 1991年 | シンボリクリエンス | 牡7        | 7戦3勝 東京障害特別（春・秋）                                              | シンボリ牧場         | 境征勝     | シンボリ牧場                         | 大江原哲            |            |
| 1992年 | シンボリクリエンス | 牡8        | 6戦2勝 中山大障害（春・秋）                                                | シンボリ牧場         | 境征勝     | シンボリ牧場                         | 大江原哲            |            |
| 1993年 | ブロードマインド   | 牡6        | 9戦5勝 東京障害特別（秋）、中山大障害（秋）                                | 社台ファーム         | 矢野進     | 吉田照哉                             | 牧之瀬幸夫          |            |
| 1994年 | ブロードマインド   | 牡7        | 5戦3勝 東京障害特別（春）、中山大障害（春）                                | 社台ファーム         | 矢野進     | 吉田照哉                             | 牧之瀬幸夫          |            |
| 1995年 | リターンエース     | 牡8        | 4戦4勝 東京障害特別（春）、 阪神障害ステークス（春）、 京都大障害（春）    | 高岸節雄             | 飯田明弘   | 岩佐俊策                             | 嘉堂信雄            |            |
| 1996年 | ポレール           | 牡6        | 8戦5勝 東京障害特別（春）、中山大障害（春・秋）、 阪神障害ステークス（秋） | 浦河日成牧場         | 岩元市三   | 林進                                 | 星野忍              |            |
| 1997年 | アワパラゴン       | 牡7        | 6戦6勝 阪神障害ステークス（秋）、 東京障害特別（秋）、京都大障害（秋）     | 岡田牧場             | 松元茂樹   | 工藤寛昭                             | 林満明              |            |
| 1998年 | ノーザンレインボー | 牡9        | 9戦6勝 中山大障害（春）、東京障害特別（秋）                                | 社台ファーム         | 鈴木康弘   | 吉田照哉                             | 田中剛              |            |
| 1999年 | ゴッドスピード     | 牡6        | 6戦3勝 中山大障害                                                          | 川上悦夫             | 瀬戸口勉   | 近藤俊典                             | 西谷誠              |            |
| 2000年 | ゴーカイ           | 牡8        | 6戦3勝 中山グランドジャンプ、東京ハイジャンプ                              | タイヘイ牧場         | 郷原洋行   | 吉橋計                               | 横山義行            | 240/296    |
| 2001年 | ゴーカイ           | 牡8        | 5戦1勝 中山グランドジャンプ                                                | タイヘイ牧場         | 郷原洋行   | 吉橋計                               | 横山義行            | 232/283    |
| 2002年 | ギルデッドエージ   | 牡5        | 10戦2勝 中山大障害                                                         | 福満牧場             | 松元茂樹   | （有）ノースヒルズマネジメント       | 今村康成 R.ロケット | 217/281    |
| 2003年 | ビッグテースト     | 牡5        | 5戦3勝 中山グランドジャンプ                                                | ノーザンファーム     | 中尾正     | （有）ビッグ                         | 常石勝義            | 153/287    |
| 2004年 | ブランディス       | 騸7        | 2戦2勝 中山大障害、中山グランドジャンプ                                    | ノーザンファーム     | 藤原辰雄   | （有）サンデーレーシング             | 大江原隆            | 215/285    |
| 2005年 | テイエムドラゴン   | 牡3        | 3戦3勝 京都ハイジャンプ、中山大障害                                        | 鎌田正嗣             | 小島貞博   | 竹園正繼                             | 白浜雄造            | 281/291    |
| 2006年 | マルカラスカル     | 牡4        | 3戦3勝 中山大障害                                                          | 社台ファーム         | 瀬戸口勉   | 河長産業                             | 西谷誠              | 206/289    |
| 2007年 | メルシーエイタイム | 牡5        | 4戦3勝 中山大障害、東京ハイジャンプ                                        | 田中裕之             | 武宏平     | 永井康郎                             | 小坂忠士 横山義行   | /289       |
| 2008年 | キングジョイ       | 牡6        | 3戦2勝 中山大障害                                                          | 川上牧場             | 増本豊     | 松岡隆雄                             | 高田潤              | 218/300    |
| 2009年 | キングジョイ       | 牡7        | 4戦1勝 中山大障害                                                          | 川上牧場             | 増本豊     | 松岡隆雄                             | 高田潤 西谷誠       | 273/287    |
| 2010年 | バシケーン         | 牡5        | 10戦2勝 中山大障害                                                         | 上井農場             | 高橋義博   | 石橋英郎                             | 蓑島靖典            | 157/285    |
| 2011年 | マジェスティバイオ | 牡4        | 9戦4勝 中山大障害、東京ハイジャンプ、 東京ジャンプステークス               | 清水牧場             | 田中剛     | バイオ（株）                         | 柴田大知 山本康志   | 274/285    |
| 2012年 | マジェスティバイオ | 牡5        | 5戦3勝 中山グランドジャンプ                                                | 清水牧場             | 田中剛     | バイオ（株）                         | 柴田大知 山本康志   | 156/289    |
| 2013年 | アポロマーベリック | 牡4        | 8戦3勝 中山大障害                                                          | 藤本友則             | 堀井雅広   | アポロサラブレッドクラブ             | 草野太郎 五十嵐雄祐 | 261/280    |
| 2014年 | アポロマーベリック | 牡5        | 5戦2勝 中山グランドジャンプ                                                | 藤本友則             | 堀井雅広   | アポロサラブレッドクラブ             | 五十嵐雄祐          |            |
| 2015年 | アップトゥデイト   | 牡5        | 5戦3勝 中山グランドジャンプ、中山大障害                                    | ノースヒルズ         | 佐々木晶三 | 今西和雄                             | 林満明              | 289/291    |
| 2016年 | オジュウチョウサン | 牡5        | 5戦4勝 中山グランドジャンプ、中山大障害                                    | 坂東牧場             | 和田正一郎 | （株）チョウサン                     | 石神深一            | 291/291    |
| 2017年 | オジュウチョウサン | 牡6        | 4戦4勝 中山グランドジャンプ、中山大障害                                    | 坂東牧場             | 和田正一郎 | （株）チョウサン                     | 石神深一            | 289/290    |
| 2018年 | オジュウチョウサン | 牡7        | 1戦1勝 中山グランドジャンプ                                                | 坂東牧場             | 和田正一郎 | （株）チョウサン                     | 石神深一            | 228/276    |
| 2019年 | シングンマイケル   | 牡5        | 6戦4勝 中山大障害                                                          | ヒカル牧場           | 高市圭二   | 伊藤重憲                             | 金子光希            | 175/274    |
| 2020年 | メイショウダッサイ | 牡7        | 4戦3勝 中山大障害                                                          | グランド牧場         | 飯田祐史   | 松本好雄                             | 森一馬              | 199/283    |
| 2021年 | オジュウチョウサン | 牡10       | 3戦1勝 中山大障害                                                          | 坂東牧場             | 和田正一郎 | （株）チョウサン                     | 石神深一            | 166/296    |
| 2022年 | オジュウチョウサン | 牡11       | 4戦1勝 中山グランドジャンプ                                                | 坂東牧場             | 和田正一郎 | （株）チョウサン                     | 石神深一            | 138/288    |
| 2023年 | マイネルグロン     | 牡5        | 4戦4勝 中山大障害                                                          | ビッグレッドファーム | 青木孝文   | （株）サラブレッドクラブ・ラフィアン | 石神深一            | 279/295    |
| 2024年 | ニシノデイジー     | 牡8        | 4戦1勝 中山大障害                                                          | 谷川牧場             | 高木登     | 西山茂行                             | 五十嵐雄祐          | 237/256    |

### 兄弟での受賞
兄弟で最優秀障害馬に輝いたのは
- ダイニカツフジ、ヤマカブト、ケニイモア（千鳥甲産駒）[14]
- インターヒカリ、バローネターフ（キクホマレ産駒）[15]

等がいる。